# Megan Parlen
Megan Sloan Parlen (Los Angeles, 9 de Julho de 1980) é uma atriz estadunidense, mais conhecida por seu trabalho em Hang Time, uma sitcom adolescente da NBC, exibida em seu bloco voltado para jovens, o TNBC.

## Biografia
Megan Parlen começou sua carreira de atriz ao três anos de idade, quando participou de um comercial de leite. Durante toda sua infância, ela continuou a azer participações em filmes e séries de televisão, até conseguir um papel em Hang Time em 1995, interpretando Mary Beth Pepperton no seriado, Megan se tornou conhecida e foi até mesmo indicada para vários prêmios. Depois que o programa foi concluído, Megan foi para a UCLA para perseguir seus interesses acadêmicos. Logo após, ela fez mestrado na USC em jornalismo, com ênfase na produção de documentários, que a fez conseguir um emprego de produtora associada em uma pequena companhia do sul da Califórnia. Ainda hoje, Parlen fazer dublagens e comerciais em meio à sua nova vida.

## Filmografia

### Televisão
- 2000 Hang Time como Mary Beth Pepperton
- 1997 Something So Right como Cindy
- 1996 Saved by the Bell: The New Class como Mary Beth
- 1993 Boy Meets World como Barbara
- 1992 Star Trek: The Next Generation como Ro Laren
- 1991 Snoopy's Reunion como Lila

### Cinema
- 2003 Elysium como Lydia
- 1991 My Heroes Have Always Been Cowboys como Becky

## Prêmios
| Ano  | Premiação        | Categoria                                 | Indicado(s)  | Resultado |
| ---- | ---------------- | ----------------------------------------- | ------------ | --------- |
| 1999 | YoungStar Awards | Melhor atriz em uma série infanto-juvenil | Megan Parlen | Indicado  |
| 1998 | YoungStar Awards | Melhor atriz em uma série infanto-juvenil | Megan Parlen | Indicado  |
| 1997 | YoungStar Awards | Melhor atriz em uma série infanto-juvenil | Megan Parlen | Vencedor  |